# Хомосексуалност у античком Египту
Хомосексуалност у старом Египту је спорна тема унутар египтологије. Историчари и египтолози подједнако расправљају о томе какве је погледе на хомосексуалност гајило друштво старих Египћана. Преживело је само неколико директних трагова, а многе могуће индиције су нејасне и подложне нагађањима.

## Прикази могуће хомосексуалности

### Нијанк-кнум и Кнум-хотеп
Најпознатији случај могуће хомосексуалности у старом Египту је случај двојице високих званичника Нијанк-кнум и Кнум-хотеп. Обојица су живела и служила под фараоном Њусером током 5. династије (око 2494–2345. п. н. е.). Нијанк-кнум и Кнум-хотеп су имали своје породице са децом и женама, али када су умрли, њихове породице су очигледно одлучиле да их сахране заједно у истој гробници, мастаба. У овој мастаби, неколико слика приказује оба мушкарца како се грле и додирују лицем нос на нос. Ови прикази остављају много простора за спекулације, јер је у старом Египту додир носа на нос обично представљао пољубац.
Египтолози и историчари се не слажу око тога како тумачити слике Нијанк-кнума и Кнум-хотепа. Неки научници верују да слике одражавају пример хомосексуалности између два ожењена мушкарца и доказују да су стари Египћани прихватали истополне везе. Други научници се не слажу и тумаче те сцене као доказ да су Нијанк-кнум и Кнум-хотеп били близанци, или чак можда сијамски близанци. Без обзира која је интерпретација тачна, слике показују у најмању руку да су Нијанк-кнум и Кнум-хотеп морали бити веома блиски једно другом у животу као и у смрти.

### Краљ Пепи II и његов генерални официр Сасенет
Позната прича, која датира још из Средњег краљевства, говори о анонимном грађанину, који долази у салу за аудијенције краља Пепија II (овде названог по рођеном имену Неферкаре). Грађанин жели да јадикује због неименоване околности, али краљ не жели да слуша јадиковке, па наређује својим краљевским музичарима да утапају говор странца буком. Разочаран, странац напушта палату. Када се то догоди неколико пута, он наређује свом пријатељу, високом чиновнику Тјети, да прати краља. Краљ заузврат често напушта палату током ноћи. Тјети сазнаје да краљ Пепи II стално посећује свог оданог генерала Сасенета неколико сати, а затим се враћа кући.
Поглавље у којем краљ Пепи II посећује свог лојалног генерала предмет је страствених дискусија. Нарочито једна одређена фраза остаје у центру истраге: у тексту се каже да је „његово величанство ушао у Сасенетову кућу и учинио му шта је његово величанство желело“. Фраза „радити оно што жели“ је уобичајена фраза која описује секс. Из тог разлога, неки научници су уверени да папирус открива хомосексуалне интересе краља Пепија и његову истополну везу са његовим генералом. Али други научници су уместо тога убеђени да је овај одломак само алегоријска игра речи религиозних текстова, у којима бог сунца Ра посећује бога подземног света Озириса усред четири сата ноћи. Тако би краљ Пепи II преузео улогу Ра, а Сасенет би улогу Озириса. Фраза „радити оно што се жели“ би стога била прецењена и погрешно протумачена.

### Хорус и Сет
Још једна позната прича о истополним односима може се наћи у Кахун папирусу, који датира из Средњег краљевства. Садржи скоро потпуно сачувану причу о миту о Озирису и легендарној борби за престо Египта између Хоруса и Сета. У дотичном поглављу се наводи да је Сет био неизрециво љубоморан на свог младог нећака Хоруса, јер је Хорус био веома млад и популаран. Други богови су га прилично размазили. Сет је уместо тога имао врло мало другова и био је релативно непопуларан због свог колеричног и осветољубивог понашања. Као резултат тога, Сет је покушао или да отера или чак убије Хоруса, без обзира на цену.
Када Сет стално не успева, планира да толико понизи свог ривала да би Хорусу заувек био забрањен улазак у Египат. Сет позива Хоруса на забаву и убеђује Хоруса тинејџера да попије више него што би Хорус могао нормално да се носи. Када је Хорус пијан, Сет га заводи да преспава ноћ заједно у једном кревету. Док леже заједно у једном кревету, Сет зграби Хоруса и силује га. Али Хорус је преварио Сета; исценирано је његово пијанство. Он рукама ухвати Сетово семе и сакри га. Следећег јутра, Хорус трчи својој мајци, Изиди, да јој каже шта се догодило. Изида у почетку остаје без речи од беса и неверице, а затим говори Хорусу да мастурбира и користи његово семе да подмаже Сетову омиљену храну (египатску зелену салату). Несвестан, Сет једе изманипулисану салату, а затим одлази у божански суд да обавести о Хорусу. У почетку се божанске судије заклињу Хоруса, али када Тот, судски писар, позове Сетово семе да изађе из Хорусовог тела, уместо тога Хорусово семе излази из Сетовог тела. Сет поцрвени од стида и шока, а затим бежи. Хорус је ослобођен оптужби.
Чувено силовање Хоруса од стране његовог љубоморног стрица такође је предмет страствене расправе. Иако се већина научника слаже да папирус јасно описује силовање, он мора остати отворен, ако заправо описује хомосексуално дело. Позадина спора су Сетови мотиви: он не воли Хоруса; насупрот томе, он мрзи свог нећака и силовање је очигледно извршено да понизи Хоруса. Једина заједничка основа између силовања и хомосексуализма је да је тај чин био истополне природе.